# Мироненко Роман Юрійович
Миро́ненко Роман Юрійович (*13 червня 1990, місто Дніпропетровськ) — український футболіст, півзахисник.

## Біографія
Вихованець клубу Дніпро (Дніпропетровськ), перші тренери — Подорожняк Б. Д., Садовніков О. І. та Чистяков О. О. У дорослому футболі дебютував навесні 2008 року в складі дублерів охтирської команди «Нафтовик-Укрнафта», де зіграв у 8 іграх, забив 1 гол. Влітку того ж року перейшов в черкаський «Дніпро». У цій команді вісімнадцятирічний футболіст став регулярно з'являтися в складі, проводячи на полі в кожному зі своїх 14 матчів близько тайму. З 2009 по 2012 - три роки провів в алчевській «Сталі».
Взимку 2013 року, перебуваючи на перегляді в одній з команд, отримав пошкодження спини, через що близько трьох місяців перебував поза футболом. В середині квітня отримав запрошення від краматорського «Авангарду», з яким і уклав контракт, остаточно не вилікувавши спину. У складі краматорської команди зіграв по тайму в двох іграх, і в літнє міжсезоння перейшов в «Славутич» (Черкаси). У складі цього клубу 7 травня 2014 роки грав у півфіналі Кубка України проти донецького «Шахтаря», до того ж став першим, в історії українського футболу, представником другої ліги на цій стадії розіграшу..
Влітку 2014 року Мироненко перейшов в дніпродзержинську «Сталь», де виступав до закінчення року. У січні 2015 року був запрошений на перегляд в грузинський «Гагра», після чого уклав з командою контракт. По закінченню сезону покинув клуб через закінчення терміну контракту. 1 березня 2017 року підписав контракт з «Буковиною», в якій виступав до закінчення 2016/2017 сезону. У лютому 2018 року став гравцем клубу «Нафтовик-Укрнафта», який по завершенню 2017/18 сезону покинув, в зв'язку з його розформуванням.
Однак уже незабаром вдруге в кар'єрі став гравцем першолігового грузинського клубу, на цей раз це була команда «Мерані» з міста Мартвілі. Взимку 2019 року після повернення з Грузії уклав контракт з «Гірником-Спорт», який теж виступав у другому за силою дивізіоні. З травня того ж року перебуває в статусі вільного агента.

## Статистика виступів

### Професіональна ліга
| Сезон     | Команда                       | Турнір    | Матчі | Голи |
| --------- | ----------------------------- | --------- | ----- | ---- |
| 2007–2008 | Нафтовик-Укрнафта (Охтирка)   | дубль     | 8     | 1    |
| 2008–2009 | Дніпро (Черкаси)              | чемпіонат | 14    | 0    |
| 2008–2009 | Сталь (Алчевськ)              | чемпіонат | 4     | 0    |
| 2009–2010 | Сталь (Алчевськ)              | чемпіонат | 16    | 0    |
| 2009–2010 | Сталь (Алчевськ)              | кубок     | 3     | 0    |
| 2010–2011 | Сталь (Алчевськ)              | чемпіонат | 26    | 0    |
| 2010–2011 | Сталь (Алчевськ)              | кубок     | 3     | 0    |
| 2011–2012 | Сталь (Алчевськ)              | чемпіонат | 16    | 1    |
| 2012–2013 | Сталь (Алчевськ)              | чемпіонат | 9     | 0    |
| 2012–2013 | Сталь (Алчевськ)              | кубок     | 1     | 0    |
| 2012–2013 | Авангард (Краматорськ)        | чемпіонат | 2     | 0    |
| 2013–2014 | Славутич (Черкаси)            | чемпіонат | 31    | 0    |
| 2013–2014 | Славутич (Черкаси)            | кубок     | 5     | 0    |
| 2014–2015 | Сталь (Дніпродзержинськ)      | чемпіонат | 15    | 0    |
| 2014–2015 | Сталь (Дніпродзержинськ)      | кубок     | 2     | 0    |
| 2015      | Гагра (Тбілісі)               | чемпіонат | 9     | 1    |
| 2016–2017 | Буковина (Чернівці)           | чемпіонат | 11    | 0    |
| 2017–2018 | Нафтовик-Укрнафта (Охтирка)   | чемпіонат | 12    | 0    |
| 2018      | Мерані (Мартвілі)             | чемпіонат | 9     | 0    |
| 2018–2019 | Гірник-спорт (Горішні Плавні) | чемпіонат | 4     | 0    |

## Досягнення
- Півфіналіст Кубка України (1): 2013/14
- Срібний призер Першої ліги України (1): 2014/15 (1-а ч. с.)
- Бронзовий призер Першої ліги України (2): 2009/10, 2010/11
- Бронзовий призер Першої ліги Грузії (1): 2014/15[en]